# FNMTV Live
FNMTV Live è il terzo EP della cantante inglese Duffy. 

## Tracce
1. Mercy (FNMTV Live Performance)
2. Warwick Avenue (FNMTV Live Performance)